# Rhytiphora simsoni
Rhytiphora simsoni là một loài bọ cánh cứng trong họ Cerambycidae.